# 시작하는 밤
《시작하는 밤 백원경입니다》는 대한민국의 방송국 기독교방송의 라디오 채널 CBS 음악FM에서 매일 밤 12시부터 새벽 2시까지 방송되는 프로그램이다. 수도권 초단파 93.9㎒, 부산광역시 초단파 102.1㎒, 서부산 초단파 105.3㎒, 대구광역시 전지역, 경산, 구미, 칠곡, 성주, 고령 등 경북 일부지역에서는 초단파 97.1㎒이지만, 광주광역시 전지역, 나주, 담양, 장성 등 전라남도 일부 지역에서는 초단파 98.1MHz , 그 외 지방과 해외의 경우 CBS 인터넷 라디오인 레인보우와 스마트폰의 레인보우 앱으로 들을 수 있다.

## 개요
2020년 CBS 라디오 봄 개편에 의해 신설됐다.

## 진행자
- 시인 박준 (2020.03.24 ~ 2022.09.25)
- 아나운서 이지민 (2022.09.26 ~ 2023.09.10)
- 아나운서 백원경 (2023.09.11 ~ 현재)

## 코너
- 노래 읽는 밤 (매일)
- 이주의 트랙 (수)